# Derolus ivorensis
Derolus ivorensis là một loài bọ cánh cứng trong họ Cerambycidae.